# Bonamia
Bonamia, rod slakovki smješten u tribus Cresseae, dio potporodice  Convolvuloideae. Sastoji se od 70 vrsta polugrmova, grmova i lijana rasprostranjenih, kao i Evolvulus, po suptropskim i tropskim krajevima Azije, obje Amerike, Afrike i Australije, u Europi nema predstavnika. 
Rod je opisan u Histoire des Végétaux Recueillis sur les Îles de France, la Réunion (Bourbon) et Madagascar 33–34, pl. 8. 1804.

## Vrste
1. Bonamia abscissa (Choisy) Hallier f.
2. Bonamia agrostopolis (Vell.) Hallier f.
3. Bonamia alatisemina R.W.Johnson
4. Bonamia alternifolia J.St.-Hil.
5. Bonamia ankaranensis Deroin
6. Bonamia apikiensis Deroin
7. Bonamia apurensis D.F.Austin
8. Bonamia austinii A.Moreira & Sim.-Bianch.
9. Bonamia balansae Hallier f.
10. Bonamia boivinii Hallier f.
11. Bonamia boliviana O'Donell
12. Bonamia brevifolia (Benth.) Myint
13. Bonamia campestris A.Moreira & Sim.-Bianch.
14. Bonamia capitata (Dammer) Ooststr.
15. Bonamia cerradoensis J.R.I.Wood
16. Bonamia chontalensis E.Carranza
17. Bonamia densiflora (Baker) Hallier f.
18. Bonamia deserticola R.W.Johnson
19. Bonamia dietrichiana Hallier f.
20. Bonamia douglasii D.F.Austin
21. Bonamia elegans (Choisy) Hallier f.
22. Bonamia elliptica (L.B.Sm. & B.G.Schub.) Myint & D.B.Ward
23. Bonamia erecta R.W.Johnson
24. Bonamia eustachioi A.L.C.Moreira & Kojima
25. Bonamia ferruginea (Choisy) Hallier f.
26. Bonamia fruticosa R.W.Johnson
27. Bonamia gabonensis Breteler
28. Bonamia grandiflora (A.Gray) Hallier f.
29. Bonamia holtii O'Donell
30. Bonamia jiviorum J.R.Grande
31. Bonamia krapovickasii A.Moreira & Sim.-Bianch.
32. Bonamia kuhlmannii Hoehne
33. Bonamia langsdorffii (Meisn.) Hallier f.
34. Bonamia leonii A.H.Gentry & Austin
35. Bonamia linearifolia A.L.C.Moreira & Sim.-Bianch.
36. Bonamia linearis (R.Br.) Hallier f.
37. Bonamia longipilosa R.W.Johnson
38. Bonamia longitubulosa Breteler
39. Bonamia maripoides Hallier f.
40. Bonamia media (R.Br.) Hallier f.
41. Bonamia menziesii A.Gray
42. Bonamia mexicana J.A.McDonald
43. Bonamia mossambicensis (Klotzsch) Hallier f.
44. Bonamia multicaulis (Brandegee) House
45. Bonamia multiflora R.W.Johnson
46. Bonamia ngouniensis Breteler
47. Bonamia nzabii Breteler
48. Bonamia oblongifolia Myint
49. Bonamia ovalifolia (Torr.) Hallier f.
50. Bonamia pannosa (R.Br.) Hallier f.
51. Bonamia peruviana Ooststr.
52. Bonamia pilbarensis R.W.Johnson
53. Bonamia riograndina J.R.I.Wood
54. Bonamia rosea (F.Muell.) Hallier f.
55. Bonamia rosiewiseae J.R.I.Wood
56. Bonamia sedderoides Rendle
57. Bonamia semidigyna (Roxb.) Hallier f.
58. Bonamia sericea (Griseb.) Hallier f.
59. Bonamia spectabilis (Choisy) Hallier f.
60. Bonamia sphaerocephala (Dammer) Ooststr.
61. Bonamia subsessilis Hassl.
62. Bonamia sulphurea (Brandegee) Myint & D.B.Ward
63. Bonamia thunbergiana (Roem. & Schult.) F.N.Williams
64. Bonamia toniae R.W.Johnson
65. Bonamia trichantha Hallier f.
66. Bonamia tsivory Deroin
67. Bonamia umbellata (Choisy) Hallier f.
68. Bonamia velutina Verdc.
69. Bonamia vignei Hoyle
70. Bonamia wilsoniae R.W.Johnson

## Sinonimi
- Bonamiopsis (Roberty) Roberty; Boissiera 10: 150 (1964)
- Breweriopsis Roberty; Candollea 14: 31 (1952)
- Breweria R.Br.; Prodr. Fl. Nov. Holland. 487 (1810)
- Cymonamia (Roberty) Roberty; Boissiera 10: 150 (1964)
- Perispermum O.Deg.; Fl. Hawaiiensis, Fam. 307 (1932)
- Petrogenia I.M.Johnst.; J. Arnold Arbor. 22: 116 (1941)
- Trichantha H.Karst. & Triana; Triana, Nuev. Jen. i Esp. Fl. Neo-Granad. 14 (1854), Karat. in Linnaea 38: 437 (1857), Sprague in Kew Bull. 395 (1934)